# Oliviero Carafa
Oliviero Carafa (1430 – 20 januari 1511) was een Italiaanse kardinaal en pauselijk diplomaat tijdens de Renaissance.

## Vroegste carrière
Hij werd geboren in Napels in een vooraanstaande familie, waarvan verschillende leden voorname bestuurlijke en militaire functies bekleedden in dienst van de koningen van Aragon. De Carafa’s zouden tussen 1378 en 1844 ook een vijftiental kardinalen leveren.  Een van hen bracht het tot paus: Gian Pietro in 1555.
Oliviero’s vader Francesco Carafa was heer van Torre del Greco, Portici en Resina. Oliviero zelf werd reeds op jonge leeftijd (18 november 1458) benoemd tot aartsbisschop van Napels, maar het was gauw duidelijk dat hij eerder voor een politieke dan voor een kerkelijke carrière voorbestemd was. Niettemin bleef hij het prestigieuze en winstgevende ambt bekleden tot 20 september 1484, waarna hij het overliet aan zijn broer Alessandro, onder de restrictie (door een pauselijke bul bekrachtigd!) dat hij het terug zou krijgen indien zijn broer vóór hem zou sterven, hetgeen uiteindelijk ook gebeurde in juli 1503. Ditmaal stond hij opnieuw de titel af: eerst aan zijn neef Bernardino (die zelf enkele maanden later stierf) en vervolgens aan een andere neef, Vincenzo. Het was duidelijk dat hij vastbesloten was op deze manier de controle over het invloedrijke aartsbisdom Napels binnen de familie Carafa wenste te houden.
Paulus II verhief hem tot de rang van kardinaal op 18 september 1467, waarna hij door Sixtus IV in 1471 belast werd met de functie van pauselijk legaat bij koning Ferdinand van Napels en Sicilië. Sixtus stelde hem ook aan tot admiraal van de pauselijke vloot, die onder zijn bevel de stad Smyrna, het huidige İzmir, op de Turken zou veroveren. Op deze manier won Oliviero Carafa de reputatie van bekwaam militair leider, én het respect van Sixtus IV, die besloot hem aan zijn hof verbonden te houden ondanks de pauselijke vete met het koninkrijk Napels.
In 1473 werd hij benoemd tot beschermheer van de Dominicanenorde, en drie jaar later volgde hij kardinaal Rodrigo Borgia op als bisschop van Albano, hetgeen zijn positie in de Romeinse Curie aanzienlijk verbeterde. In het conclaaf van 1484 werd zijn naam dan ook genoemd als mogelijke opvolger van Sixtus IV, maar zijn uitgesproken steun aan koning Ferdinand van Napels vormde uiteindelijk een beletsel voor zijn verkiezing. Toen daarop Innocentius VIII werd verkozen, deed Oliviero Carafa, zoals gezegd, afstand van het aartsbisdom Napels in het voordeel van zijn broer, en werd zelf bisschop van het Spaanse Salamanca, een titel die hij behield tot 1494.
Gedurende het turbulente pontificaat van Innocentius VIII (1484-1492) trad Carafa op als ambassadeur van het koninkrijk Napels bij de Heilige Stoel. Hij slaagde erin een verzoening tot stand te brengen tussen zijn koning en de kerkelijke overheid, hetgeen hem van de dankbaarheid van de Romeinse clerus verzekerde.

## In dienst van deBorgia's
Toen Innocentius VIII in juli 1492 overleed, stelde Oliviero Carafa opnieuw alles in het werk om zich tot paus te laten verkiezen, echter tevergeefs. Ondanks persoonlijke onenigheid met zijn vorst, verdedigde hij de belangen van Napels, en steunde hij kardinaal Giuliano della Rovere tegen Rodrigo Borgia, wiens Spaanse afkomst een bedreiging leek voor het Aragonese koningshuis in Napels. Ook nadat Borgia paus was geworden, onder de naam Alexander VI, verminderde Oliviero’s invloed niet. Hij verving Borgia als hoofd van het college van kardinalen, en zijn kwaliteiten als diplomaat werden door de nieuwe paus erg op prijs gesteld. Zo maakte deze hem bisschop van Sabina, een titel die Carafa in 1503 weer opgaf. In 1494, weigerde hij het bisdom Chieti in het voordeel van zijn jonge neef Gian Pietro Carafa, toen nog een tiener.
Tijdens het pontificaat van Alexander VI zag Oliviero Carafa geleidelijk af van elke bemiddeling in Napolitaanse aangelegenheden, en was niet betrokken bij de bul waarmee de paus in 1501 het huis van Aragón van de rechten op de kroon van Napels vervallen verklaarde.

## Beschermer van de kunsten
Carafa was nu een van de rijkste mensen in Italië, en hij besloot zijn vermogen in allerlei kunstvormen te investeren.
Hij was een typische Renaissance-intellectueel die het gedachtegoed van het humanisme aanhing, en stelde ten behoeve van humanistische geleerden een grote bibliotheek samen. In zijn palazzo in Rome (thans het Palazzo Braschi nabij de Piazza Navona) kreeg zijn neef Gian Pietro (de toekomstige paus Paulus IV) een grondige opleiding in Latijn, Grieks en Hebreeuws. Vlak bij dit huis ontdekte men in 1501 het beroemde beeld, door de Romeinen "Pasquino" genoemd, dat hij liet opstellen op de plaats waar het zich nog steeds bevindt.
Als beschermheer van de Dominicanen deed hij gulle schenkingen aan hun kerk Santa Maria sopra Minerva in Rome, die hij in 1488 liet versieren door Filippino Lippi. In de kathedraal van Napels liet hij in 1497 rijkelijk de kapel versieren, oorspronkelijk bestemd om er de beroemde relieken van "San Gennaro" in onder te brengen, met de bedoeling ze ook als zijn eigen grafkapel te laten dienen. Het werk was voltooid in 1506. En toen Bramante in 1499 in Rome arriveerde, was kardinaal Carafa een van zijn eerste opdrachtgevers: in diens opdracht bouwde hij in 1504 het klooster van de kerk Santa Maria della Pace, achter de Piazza Navona.

## Terugblik...
De laatste jaren van zijn leven vielen samen met het pontificaat van Julius II. Kardinaal Oliviero Carafa werd nu hoog gewaardeerd als een wijze raadsman van de Katholieke Kerk. Hij overleed op 20 januari 1511.
Zoals van de meeste kerkvorsten in zijn tijd werd verwacht, leefde hij een weelderig leven, maar als zakenman was hij voor al zijn tijdgenoten een voorbeeld van gewetensvolheid.
Hij werd begraven in de Carafa-kapel van de Santa Maria sopra Minerva, waar zijn beeltenis werd vereeuwigd door Filippino Lippi.
- Gemeinsame Normdatei: 123590531
- International Standard Name Identifier: 0000 0000 6145 2052
- Library of Congress Control Number: no2019144303
- Istituto Centrale per il Catalogo Unico: VEAV502805
- Système universitaire de documentation: 191889806
- Virtual International Authority File: 5844578